# Endres Fuchs von Bimbach

Wappen derer von Fuchs

Endres Fuchs von Bimbach zu Möhren (* ca. 1519; † 1599) war ein Pfalz-Neuburger Beamter, unter anderem als Statthalter zu Neuburg.

## Leben

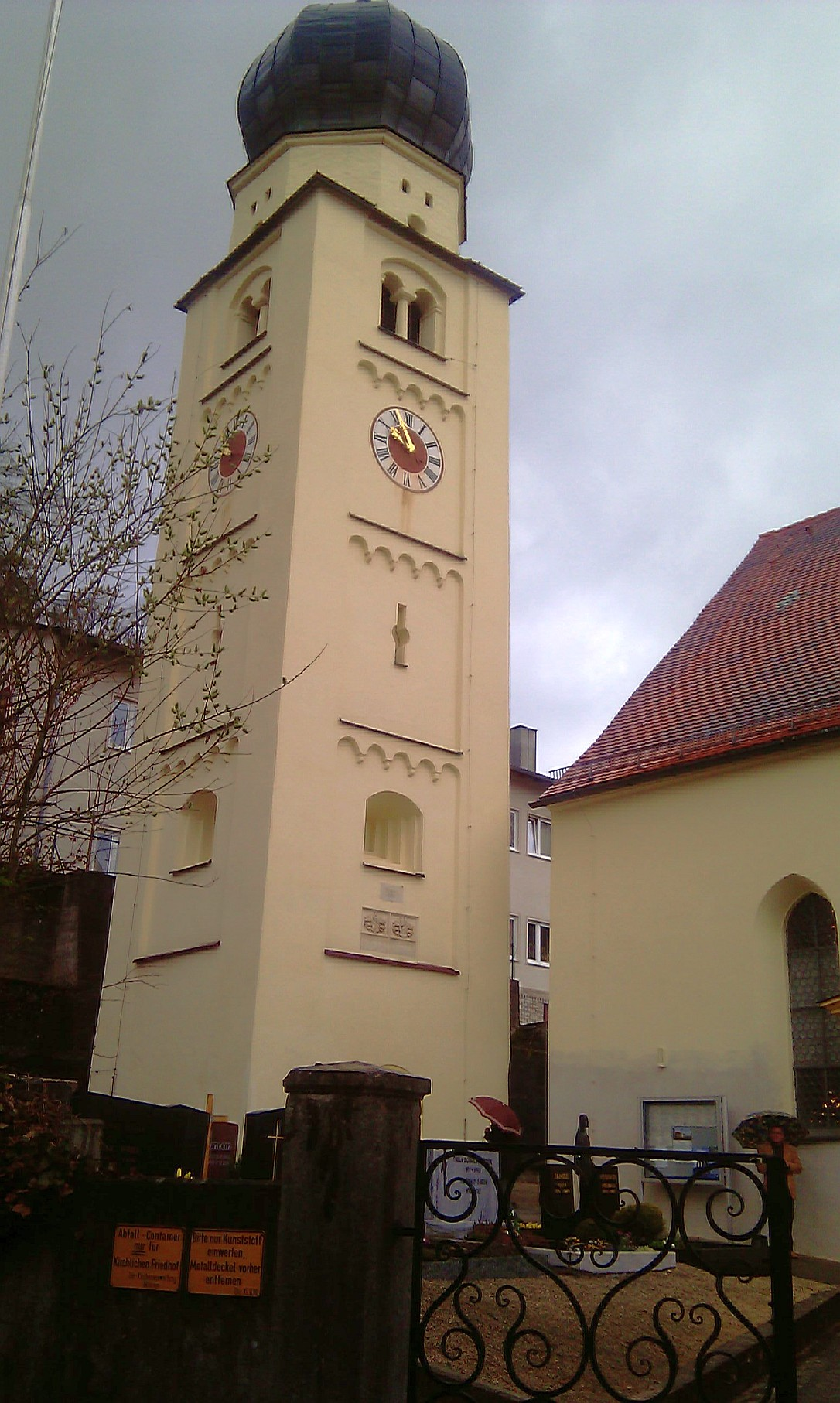
Der freistehende Kirchturm der Pfarrkirche Möhren, den Endres Fuchs von Bimbach erbauen ließ

Als Sohn von Christoph Fuchs stammte Endres Fuchs aus der weitverzweigten alten fränkischen Adelsfamilie derer von Fuchs. Sein ererbter Besitz in Möhren war ein Pfalz-Neuburgisches Lehen. Fuchs trat auch in die Dienste der Pfalzgrafen von Neuburg: „Andreas Fuchs von Bimbach zu Mehren / Hochfürstlich Pfalz Neuburgischer Stadthalter zu Neuburg und Pfleger zu Graispach“.
1546 heiratete er Magdalena von Seckendorf, die Tochter einer geborenen „Füchsin von Bimbach“, die 37-jährig kinderlos starb. Am 8. Dezember 1566 vermählte sich Fuchs in der Neuburger Schlosskapelle mit Anna von Zeiskam, der Tochter des verstorbenen Pfalz-Zweibrückener Statthalters Werner von Zeiskam. Sie hatten gemeinsam vier Töchter und acht Söhne, darunter Hans Philipp und Ludwig Veit.

Endres Fuchs wurde 1556 zum Landrichter und Pfleger von Graisbach-Monheim bestellt. Unter Wolfgang von Zweibrücken wurde er dann wohl 1561 zum Statthalter ernannt und behielt dieses Amt auch nach dem Tod Wolfgangs 1569 unter dessen Sohn Pfalzgraf Philipp Ludwig, der in Fuchs ebenfalls einen vertrauten und engen Berater hatte. Fuchs war wie seine Fürsten ein überzeugter Lutheraner. Kurz vor seinem Tod war er in Sorge, ob auch der Erbprinz Wolfgang Wilhelm dem Protestantismus treu bleibe. Daher schrieb und übermittelte der 79-jährige Statthalter 1598 noch eine Art politisches Testament mit dem Appell zum Erhalt der Augsburgischen Konfession in Pfalz-Neuburg und des Friedens. Er riet auch für den Erbprinzen einen eigenen Hofmeister anzustellen, wozu später sein Sohn Veit Ludwig Fuchs († 1607) bestimmt wurde. 1599 starb Endres Fuchs von Bimbach zu Möhren. Eine kunstvolle Gedenktafel an der Kirche in Möhren erinnert an den von ihm gestifteten Neubau von Kirche und Schule. 